# Martyna Pyka
Martyna Pyka (ur. 12 listopada 1995 w Kłodzku) – polska koszykarka grająca na pozycjach rzucającej lub niskiej skrzydłowej, obecnie zawodniczka KS Basket 25 Sp. z o.o. Bydgoszcz.
7 września 2022 została zawodniczką KS Basket 25 Sp. z o.o. Bydgoszcz.

## Osiągnięcia
Stan na 10 września 2022.
Drużynowe
- Mistrzyni Polski juniorek starszych U–22 (2015)

Indywidualne
- Zaliczona do I składu kolejki EBLK (16, 19 – 2021/2022)[2][3]

Reprezentacja
- Uczestniczka igrzysk frankofońskich (2013)